# The Financial Express (Indien)
The Financial Express ist eine englischsprachige Tageszeitung aus Indien. Sie wird seit 1961 vom Indian Express Limited herausgegeben und ist damit Indiens älteste täglich erscheinende Wirtschaftszeitung. Die FE hat sich auf indische und internationale Geschäfts- und Finanznachrichten spezialisiert.
Die Zeitung erscheint in zwölf regionalen Auflagen für die Städte: Ahmedabad, Bengaluru, Chandigarh, Chennai, Coimbatore, Delhi, Hyderabad, Kochi, Kolkata, Lucknow, Mumbai und Pune. Sie hat ihren Hauptredaktionssitz in Delhi, aber Büros über das ganze Land verteilt.